# يانوس سانكاري
يانوس سانكاري (بالفرنسية: Younousse Sankharé)‏ (مواليد 10 سبتمبر 1989 في سارسيليس - فرنسا) لاعب كرة قدم فرنسي يلعب حاليا لصالح نادي الدرجة الأولى باريس سان جيرمان الفرنسي منذ 2007 في مركز الوسط الأيسر كما يجيد اللعب في مركز الظهير الأيسر .

## روابط خارجية
- يانوس سانكاري على موقع الاتحاد الأوربي (الإنجليزية)
- يانوس سانكاري على موقع اتحاد تركيا (لاعب) (الإنجليزية)
- يانوس سانكاري على موقع رابطة كرة القدم الفرنسية للمحترفين (الإنجليزية)
- يانوس سانكاري على موقع إي إس بي إن إف سي (الإنجليزية)
- يانوس سانكاري على موقع قاعدة بيانات كرة القدم.إي يو (الإنجليزية)
- يانوس سانكاري على موقع ليكيب (الفرنسية)
- يانوس سانكاري على موقع ناشيونال فوتبول تيمز (الإنجليزية)
- يانوس سانكاري على موقع Soccerbase.com (لاعب) (الإنجليزية)
- يانوس سانكاري على موقع Soccerway.com (الإنجليزية)
- يانوس سانكاري على موقع عالم كرة القدم.نت (الإنجليزية)